# Calopterusa werneri
Calopterusa werneri är en insektsart som först beskrevs av Adelung 1910.  Calopterusa werneri ingår i släktet Calopterusa och familjen vårtbitare. Inga underarter finns listade i Catalogue of Life.